# 相田すみれ
相田 すみれ（あいだ すみれ、1985年4月8日 - ）は、日本の元AV女優。
秋田県出身。
趣味：お絵かき、カラオケ、買い物、マッサージ

## 略歴
2004年にデビューした。92cm、Hカップのバストがセールスポイント。2005年にセルメーカーのレアル・ワークスに移籍、同社の看板女優の一人となった。

## 作品

### アダルトビデオ
2004年
- 甘い花びら（1月23日 VHS / DVD 、アリスJAPAN）
- 幼巨乳いじり（2月27日 VHS / DVD 、アリスJAPAN）
- エンジェルボイス（3月26日、アリスJAPAN）
- 女子校生はガマンできない若奥様（4月30日 VHS 、バビロン、2004年4月30日 DVD 、アリスJAPAN）
- 制服人形 コスプレドール（5月28日 VHS / DVD 、アリスJAPAN）
- M乳遊戯（6月19日、グレース）
- 変態志願（7月8日、ヴィーナス）
- A級乳犯（8月21日、グレース）
- コスプレ召使い（9月4日、ヴィーナス）
- 教えて欲しいの 相田すみれ Re-MIX（10月29日、クリスタル映像）
- 好きにしていいよ 相田すみれ Re-MIX 2（12月17日、クリスタル映像）

2005年
- 僕のペット（1月21日、レアル・ワークス）
- 相田すみれの巨乳三昧（2月18日、レアル・ワークス）
- 超デジモ（3月18日、レアル・ワークス）
- 超絶頂オマンコ拷問ライブ4時間（4月22日、レアル・ワークス）
- 夢の超巨乳ハーレムソープランド（6月3日、レアル・ワークス）
- 猥褻ザーメン（6月17日、レアル・ワークス）
- エンドレス・イカセ奴隷（7月22日、レアル・ワークス）
- 陵辱調教（8月19日、レアル・ワークス）
- 相田すみれ BEST 4時間（10月21日、レアル・ワークス）
- 乳いぢり（11月18日、BURST （GLAY'z））

### オリジナルビデオ
- 新人ツアーコンダクター 千里（2004年8月25日、ミュージアム）
- 巨乳・痴漢○秘劇場 揉みしだかれた淫乳（2004年10月22日、竹書房）

## 出演

### テレビ
- Peach-Pit 桃のたね（MONDO TV）

## 書籍

### 写真集
- 蜜縛（2004年1月1日発行、2003年12月25日発売、竹書房、撮影：山岸伸）